# Последнее воскресение
«Последнее воскресение» (англ. The Last Station) — немецко-российско-британский биографический фильм о последнем годе жизни русского писателя Льва Толстого, снятый по мотивам одноимённого биографического романа Джея Парини.
Мировая премьера состоялась 4 сентября 2009 года на кинофестивале Telluride (Колорадо, США), европейская премьера — в октябре 2009 года на Римском кинофестивале. Фильм вышел в международный прокат в январе 2010 года, в России — 11 ноября 2010 года. Дистрибьютер в США и Южной Америке — Sony Pictures, в России фильм представляет Продюсерский центр Андрея Кончаловского.

## Сюжет
Графиня Софья, когда-то бывшая верной супругой и помощницей Льва Толстого, резко расходится с ним в представлениях на жизнь. Во имя своего учения великий писатель отрекается от религии, дворянского титула и части собственности, стремясь посвятить остаток своей жизни службе народу.
Последователь Толстого Чертков, как стало известно Софье, тайно убеждает её супруга переписать завещание, чтобы не предоставлять супруге и наследникам писателя прав на продажу его произведений и передать их русскому народу. Презирающая Черткова Софья отчаянно борется за своё благосостояние. Однако чем в большие крайности она впадает, тем больше для Толстого становятся всё более очевидным, что она готова во что бы то ни стало помешать его мечте и стремлениям.
В эту интригу оказывается вовлечённым Валентин Булгаков — молодой, наивный секретарь Толстого, который боготворит гениального писателя. Валентина сразу же начинают использовать друг против друга оба непримиримых противника — сначала Чертков, плетущий свои интриги, а затем и Софья, горящая жаждой мщения. Жизнь Валентина ещё более осложняет зарождающееся чувство к Маше, свободной от предрассудков девушке, чей необычный взгляд на любовь одновременно и обескураживает, и привлекает его. Трагическая концовка предопределена.[уточнить]

## В ролях
- Кристофер Пламмер — Лев Николаевич Толстой
- Хелен Миррен — Софья Андреевна Толстая (прабабушка актрисы была русской графиней, её семья была упомянута в «Войне и мире» Льва Толстого)[4]
- Джеймс Макэвой — Валентин Фёдорович Булгаков
- Пол Джаматти — Владимир Григорьевич Чертков
- Керри Кондон — Маша
- Энн-Мари Дафф — Саша Толстая
- Джон Сешнс — Душан Петрович Маковицкий
- Патрик Кеннеди — Сергеенко
- Томас Спенсер — Андрей Толстой

## Роли дублировали (Россия)
- Алексей Петренко — Лев Толстой[5]
- Галина Чигинская — Софья Толстая[6]
- Елизавета Боярская — Саша Толстая[5]
- Ирина Горячева — Маша
- Андрей Лёвин — Валентин Булгаков

Съёмки фильма проходили в Саксонии-Анхальт, Бранденбурге (Studio Babelsberg), Тюрингии, Лейпциге и исторических областях России.

## Критика
Фильм был положительно воспринят большинством мировых кинокритиков, которые отмечали мощные актёрские работы Кристофера Пламмера и Хелен Миррен:
- «Актёры на пределе своего мастерства полностью погружаются в насыщенные нюансами роли. Кристофер Пламмер и Хелен Миррен блистательно играют умудренную опытом, но в то же время сохранившую чувства супружескую пару…» (Тодд Маккарти, Variety[8])
- «В „Последнем воскресении“ Майкла Хоффмана обретают жизнь легенды из мира литературы… Хелен Миррен добавила в свою фильмографию ещё одну удивительную роль…» (Джо Моргенстерн, The Wall Street Journal[9])
- «Прекрасный биографический фильм Майкла Хоффмана, раскрывая основную тему, изящно балансирует на грани драмы и комедии…» (Ли Маршалл, Screen Daily[10])
- «Джеймс Макэвой, Хелен Миррен и Кристофер Пламмер предлагают зрителю весь набор искрометных нюансов актёрской игры в „Последнем воскресении“ — искреннем рассказе режиссёра и сценариста Майкла Хоффмана о последнем, очень насыщенном годе жизни графа Льва Толстого» (Дэвид Энсен, The Daily Beast[11])

## Награды и номинации
- 2009 — приз лучшей актрисе (Хелен Миррен) на Римском кинофестивале
- приз Франкфуртской книжной ярмарки за лучший сценарий (Майкл Хоффман)
- 2009 — номинация на премию «Спутник» за лучшую мужскую роль второго плана (Джеймс Макэвой)
- 2010 — 2 номинации на премию «Оскар»: лучшая женская роль (Хелен Миррен), лучшая мужская роль второго плана (Кристофер Пламмер)
- 2010 — 2 номинации на премию «Золотой глобус»: лучшая женская роль — драма (Хелен Миррен), лучшая мужская роль второго плана (Кристофер Пламмер)
- 2010 — 5 номинаций на премию «Независимый дух»: лучший фильм (Йенс Мойрер, Крис Кёрлинг, Бонни Арнольд), лучший режиссёр (Майкл Хоффман), лучшая женская роль (Хелен Миррен), лучшая мужская роль второго плана (Кристофер Пламмер), лучший сценарий (Майкл Хоффман)
- 2010 — 2 номинации на премию Гильдии киноактёров США: лучшая женская роль (Хелен Миррен), лучшая мужская роль второго плана (Кристофер Пламмер)
- 2010 — Номинация «Открытие года» Всемирной Академии Саундтреков (Гент, Бельгия): композитор (Сергей Евтушенко)
- 2012 — 3 награды на Международном кинофоруме «Золотой Витязь» (Омск, Россия): лучшая режиссура, лучший актёрский ансамбль, лучшая музыка